# Melitaea magnaestiva
Melitaea magnaestiva är en fjärilsart som beskrevs av Ruggero Verity 1929. Melitaea magnaestiva ingår i släktet Melitaea och familjen praktfjärilar. Inga underarter finns listade i Catalogue of Life.